# Столкновение над Хендерсонвиллом
Столкновение над Хендерсонвиллом — крупная авиационная катастрофа, произошедшая в среду 19 июля 1967 года в небе над городком Хендерсонвилл. Boeing 727-22 авиакомпании Piedmont Airlines с 79 пассажирами на борту выполнял пассажирский рейс из Эшвилла в Роанок, но всего через несколько минут после взлёта в него врезался прибывающий небольшой самолёт Cessna 310. От удара обе машины потеряли управление и рухнули на землю. В данной авиационной катастрофе погибли 82 человека, что делает её крупнейшей в штате Северная Каролина. Первая крупная авиакатастрофа, расследованием которой занимался Национальный совет по безопасности на транспорте (NTSB, был организован в том же, 1967 году).

## Самолёты

### Boeing 727
Boeing 727-22 с регистрационным номером N68650 (заводской — 18295, серийный — 4) свой первый полёт совершил 22 мая 1963 года и являлся по счёту шестым представителем семейства B-727. 30 апреля 1964 года компания Boeing сдала его в лизинг японской авиакомпании All Nippon Airways, а 30 июня 1965 года — иранской Iran Air. Затем 25 февраля 1967 года его взяла в лизинг американская Piedmont Aviation, Inc. (Piedmont Airlines), которая также присвоила ему имя Manhattan Pacemaker. Был оснащён тремя турбовентиляторными (двухконтурными) двигателями Pratt & Whitney JT8D-1 с силой тяги 14 000 фунтов (62,3 кН) каждый. Общая наработка лайнера составляла 6445 часов, в том числе 889 часов от последнего ремонта. По имеющимся данным, обслуживание и ремонт самолёта проводились в соответствии с установленными правилами и инструкциями.
Экипаж самолёта состоял из двух пилотов, бортинженера и двух стюардесс:
- Командир воздушного судна — 49-летний Раймонд Ф. Шульт (англ. Raymond F. Schulte). В Piedmont Airlines с 18 июля 1947 года, имел действующие квалификации на самолёты Boeing 727, Fairchild F-27, Douglas DC-3, Martin 2-0-2 и 4-0-4. Общий налёт 18 383 часа, в том числе 151 час на Boeing 727, из которых 82 часа были за последние 30 дней. Отдых перед злополучным полётом составил 15 часов[4].
- Второй пилот — 30-летний Томас С. Конрад (англ. Thomas C. Conrad). В Piedmont Airlines с 30 марта 1961 года, имел действующие квалификации на одно- и многомоторные самолёты[4]. Общий налёт 3364 часа, в том числе 135 часов на Boeing 727, из которых 52 часа были за последние 30 дней[5].
- Бортинженер — 37-летний Лоуренс С. Уилсон (англ. Laurence C. Wilson). В Piedmont Airlines с 23 августа 1965 года, имел действующие квалификации бортинженера и пилота гражданской авиации. Имел налёт на Boeing 727 в 281 час[5].
- Стюардессы — Сандра Кокс (англ. Sandra Cox) и Дебора Д. Дэвис (англ. Deborah D. Davis)[6].

### Cessna 310
Самолёт «Cessna 310» с регистрационным номером N3121S (заводской — 35069) был выпущен в 1955 году и оснащён двумя шестицилиндровыми двигателями Continental O-470, каждый из которых имел наработку 40 часов после капитального ремонта. Общая наработка самолёта составляла 2723 часа. По имеющимся данным, обслуживание и ремонт самолёта проводились в соответствии с установленными правилами и инструкциями.
Экипаж самолёта состоял из двух пилотов:
- Командир воздушного судна — 48-летний Джон Д. Аддисон (англ. John D. Addison). Работал в авиакомпании Radial Air, Inc, которая базировалась в Спрингфилде (Миссури), был нанят Lanseair Inc. для выполнения данного рейса. Имел действующие квалификации гражданского пилота одно- и многомоторных самолётов, а также пилота-инструктора[5]. Носил контактные линзы, а также имел пару очков. Общий налёт порядка 10 000 часов, в том числе 11 часов в должности командира Cessna 310. Во время работы в Rapid Air за период с 6 июня 19?? по 13 июля 1967 года имел налёт 118,5 часов[7].
- Второй пилот — 36-летний Роберт Э. Андерсон (англ. Robert E. Anderson). Работал в авиакомпании Lanseair Inc. Имел действующую квалификацию гражданского пилота одномоторных самолётов. Общий налёт порядка пяти сотен часов, в том числе 43 часа в двойном экипаже и 10 полётов по приборам[7].

Третьим человеком на борту «Цессны» был Ральф Э. Рейнольдс (англ. Ralph E. Reynolds) — сотрудник Lanseair Inc. Имел ли он квалификацию пилота и пилотировал когда-нибудь самолёты, следователям определить не удалось.

## Катастрофа
Cessna 310 выполняла короткий внутренний перелёт, в ходе которого экипаж из двух пилотов должен был доставить одного пассажира из Шарлотта в Эшвилл (оба в Северной Каролине). По телефону из погодного бюро был получен прогноз погоды в аэропорту Эшвилл на время прибытия, согласно которому ожидалась облачность с прояснениями и нижней границей 1500 футов (460 метров), дымка, видимость до 4 миль. Фактически же над Эшвиллом в это время стояла переменная облачность, температура воздуха и точка росы — 61° F (16° C), туман, видимость ¾ мили. План полёта экипаж при этом заранее не подавал. Затем перед выруливанием на взлёт пилоты запросили у диспетчера информацию о местной погоде. Диспетчер передал, что высота облачности по оценке составляет 2000 футов (610 метров), а видимость 7 миль. Далее с борта N3121S на вышку аэропорта был передан полный план полёта в Эшвилл, согласно которому до выхода из облаков полёт должен был проходить под радиолокационным контролем (по приборам), после чего уже можно было переходить на визуальный полёт. Диспетчер дал разрешение следовать прямым курсом на аэропорт Эшвилла на высоте 6000 футов (1,8 км). В 11:30 с двумя пилотами и одним пассажиром на борту «Цессна» вылетела из Шарлотта, а после перехода на связь с диспетчерским центром в Атланте было получено разрешение подниматься и занимать высоту 8000 футов (2,4 км).
Основная часть маршрута была пройдена без отклонений, а в 11:51:45 борту N3121S было дано указание снижаться на радиомаяк аэропорта и занимать высоту 7000 футов (2,1 км), ожидая захода на посадку. Пилоты подтвердили получение информации, после чего диспетчер в Атланта-центр сообщил им, что радиолокационный контроль прекращён, и дал указание переходить на связь с Эшвилл-подход на частоте 125,3 МГц. В 11:53:10 экипаж перешёл на связь с диспетчером подхода, а после того как последний запросил местонахождение, сообщил о прохождении вектора 340° от радиомаяка Спартанберга. В это же время к Эшвиллу подошёл рейс 1022 компании Piedmont Airlines (PI1022 или PAI1022), следовавший из Атланты, экипаж которого после перехода на связь с диспетчером подхода на частоте 125,3 МГц получил указание выполнять заход по кругу на полосу 16. Затем в 11:56:28 экипажу «Цессны» было передано: Три один два один Сахар, разрешено следовать через VOR на Броад-Ривер, то есть на радиомаяк Эшвилл… от VOR на радиомаяк Эшвилл. Сохраняйте семь тысяч, доложите о прохождении VOR. В 11:56:43 с «Цессны» было подтверждено получение указания: Три два один Сьерра. В 11:58:20 экипаж доложил: Два один Сьерра, только что прошли VOR, и направляемся… к… Эшвиллу. Диспетчер ответил: Два один Сахар, понял, есть VOR. Снижайтесь и занимайте шесть тысяч [1,8 км]. Экипаж в ответ доложил о начале снижения с высоты 7000 футов.
В это же время в аэропорту Boeing 727 борт N68650 готовился выполнять регулярный пассажирский рейс PI022 в Роанок (Виргиния). Согласно сохранившемуся в авиакомпании плану полёта, после вылета рейс 22 должен был направляться к пересечению «Валдес», после чего по воздушной трассе 53 до Пуласки, а затем по коридору Виктор 16 до Роанока. Плановый эшелон полёта был 210 (6,4 км). В 11:58:07 с 74 пассажирами и 5 членами экипажа на борту авиалайнер начал разбег по полосе 16, а затем поднялся в воздух. Его экипаж доложил о выполнении взлёта, на что диспетчер взлёта и посадки (Эшвилл-башня) дал указание сохранять направление до достижения высоты 5000 футов (1,5 км). Согласно показаниям авиадиспетчеров, между «Боингом» и «Цессной» сохранялся безопасный интервал, при этом больший самолёт продолжал сохранять юго-восточное направление полёта, пока с меньшего самолёта не доложили о прохождении VOR. В 11:59:44 диспетчер взлёта дал разрешение рейсу 22 начинать набор высоты до заданного эшелона и с обязательным докладом о прохождении VOR. Экипаж подтвердил получение информации, что стало последним радиосообщением с борта N68650. В 12:00:02 диспетчер подхода в свою очередь разрешил экипажу «Цессны» начинать снижение для захода на полосу 16 с докладом о прохождении курсового радиомаяка аэропорта. В ответ прозвучало короткое «Понял», что стало последним радиосообщением с борта N3121S.
Согласно показаниям авиадиспетчеров, которые отслеживали рейс 22 на экранах радиолокаторов, тот продолжал следовать в юго-западном направлении, после чего на удалении от 5 до 6 миль от аэропорта начал выполнять левый поворот. Боинг продолжал поворот с набором высоты и уже довернул в сторону юга, когда при пролёте над городком Хендерсонвилл пилоты вдруг увидели летящий наперерез в западном направлении небольшой самолёт и потянули штурвал на себя, пытаясь уйти от столкновения. В 12:01:17 в диспетчерской услышали кратковременный вызов, который, как позже выяснится, был с рейса 22. Через секунду на высоте 6132 фута (1869 метров) «Цессна» врезалась в нижнюю переднюю часть левого борта «Боинга» и разрушилась. Потеряв управление, «Боинг» рухнул на землю и также разрушился. Все 79 человек на борту большого самолёта и 3 человека на борту маленького самолёта погибли, на земле никто не пострадал. Таким образом, всего в катастрофе погибли 82 человека. Это крупнейшая авиакатастрофа в Северной Каролине.

## Причины
Выводы следственной комиссии:
1. Оба самолёта имели все необходимые сертификаты и были надлежащим образом подготовлены для выполнения полётов.
2. Оба лётных экипажа имели необходимые лицензии с сертификатами и были подготовлены для выполнения полётов.
3. Нет никаких доказательств, что до столкновения были отказы или неисправности самолётов, либо их оборудования.
4. Оба самолёта на момент столкновения работали по правилам полётов по приборам (под радиолокационным контролем).
5. Диспетчерский центр в Атланте дал указание экипажу «Цессны» ожидать захода на посадку в Эшвилле.
6. Когда в 11:53:49 диспетчер Эшвилл-подход в первый раз установил связь с «Цессной», то он не уточнял, по какой схеме будет выполняться заход на посадку.
7. Когда в 11:56:28 диспетчер подхода дал экипажу «Цессны» указание следовать через всенаправленный радиомаяк (VOR) Эшвилла к курсовому радиомаяку, то и тогда не назвал схему подхода.
8. Хотя диспетчер дал чёткую команду следовать на курсовой радиомаяк, но использовал при этом выражения, не установленные действующей фразеологией переговоров между диспетчерами и самолётами.
9. Экипаж «Цессны» подтвердил получение разрешения следовать к радиомаяку, но не повторил полученный текст сообщения, а диспетчер в свою очередь этого не потребовал.
10. Когда в 11:58:20 экипаж «Цессны» доложил о проходе VOR, «Боинг» в это время выполнял разгон по полосе 16, а после взлёта получил указание, следуя вдоль продолжения оси полосы, набирать 5000 футов.
11. В 11:59:44 экипаж «Боинга» получил разрешение выполнять набор высоты без ограничения по направлению на VOR.
12. За 1 минуту 16 секунд до столкновения экипаж «Цессны» в первый раз передал, что будет выполнять заход по схеме ADF-2. Такая схема как более короткая была выбрана без указания или консультации диспетчера.
13. Столкновение произошло в 12:01:18 на высоте 6132 фута на азимуте 243° от радиомаяка аэропорта и примерно в 9 милях к юго-западу от него.
14. На момент происшествия местные навигационные маяки работали удовлетворительно.
15. Диспетчеры в Эшвилле не вели радиолокационного контроля.
16. Траектория полёта «Цессны» от радиомаяка VOR до места катастрофы отличалась от той, разрешение на которую выдал авиадиспетчер.
17. Выход «Боинга» из зоны аэропорта выполнялся в соответствии со схемой, утверждённой в Федеральном управлении гражданской авиации.
18. Безопасное расхождение обоих самолётов было бы обеспечено, если бы «Цессна» после прохождения VOR выдерживала направление на курсовой радиомаяк.
19. Экипаж «Цессны» ни разу не запрашивал у диспетчера уточнений, либо инструкций во всех случаях радиообмена.
20. Курсовой радиомаяк не был отмечен на схеме подходов к аэропорту Эшвилл.
21. Столкновение произошло среди ясного неба, но оба самолёта только вышли из облаков.
22. Экипажи «Цессны» и «Боинга» работали на разных частотах и не знали о присутствии друг друга.
23. Комиссия не смогла точно определить причину отклонения «Цессны» от установленной схемы подхода. Это могло быть вызвано недостаточным знанием пилота местности в районе Эшвилла и неудовлетворительного планирования полёта, либо нарушение в действиях авиадиспетчеров, которые не обеспечивали экипаж своевременной информацией и не предотвратили столкновение.

5 сентября 1968 года Национальный совет по безопасности на транспорте выпустил итоговый отчёт, в котором пришёл к заключению, что катастрофа произошла из-за отклонения «Цессны» от установленной схемы захода на посадку, в результате чего она оказалась в воздушном пространстве, выделенной для рейса 22 авиакомпании Piedmont. Причину такого отклонения комиссия определить не смогла. Это могло быть вызвано ошибкой экипажа, либо диспетчеров аэропорта.

### Оспаривание и пересмотр причин катастрофы
В марте 2005 года местный историк-любитель Пол Хаул (англ. Paul Houle) подал прошение о пересмотре причин катастрофы в связи с многочисленными нарушениями, обнаруженными в оригинальном расследовании. Хаул указал на три основных аргумента в пользу пересмотра дела:
1. В отчёте даже не упоминается, что за 35 секунд до столкновения в кабине пилотов «Боинга» задымилась пепельница, которая отвлекала экипаж от пилотирования.
2. В отчёте не упоминается, что экипаж «Цессны» передавал диспетчеру свой фактический курс, но последний не обратил на это должного внимания. Также в отчёте сказано, что на речевом самописце «Боинга» отсутствуют 4 секунды записи, хотя результаты комиссии Бюро Стандартов не обнаружили никаких разрывов.
3. Руководитель комиссии NTSB Томас Сандерс (англ. Thomas Saunders) был братом вице-президента авиакомпании, то есть имел личные мотивы не признавать вины в действиях экипажа «Боинга».

На основании данного заявления Национальный совет по безопасности на транспорте пересмотрел материалы расследования 1968 года. В феврале 2007 года по итогам голосования 3-1 комиссия пришла к мнению, что аргументы Пола Хаула являются безосновательными.

## Культурные аспекты
- Катастрофа упоминается в серии «Столкновения» (англ. Collision Course) документального телесериала Почему разбиваются самолёты[англ.] (англ. Why Planes Crash) производства MSNBC.

### Комментарии
1. ↑  Здесь и далее указано Североамериканское восточное летнее время (EDT).